# Mellicta lachares
Mellicta lachares är en fjärilsart som beskrevs av Hans Fruhstorfer 1923. Mellicta lachares ingår i släktet Mellicta och familjen praktfjärilar. Inga underarter finns listade i Catalogue of Life.